# Nogent-sur-Aube
Nogent-sur-Aube és un municipi francès situat al departament de l'Aube i a la regió del Gran Est. L'any 2007 tenia 347 habitants.

## Demografia

### Població
El 2007 la població de fet de Nogent-sur-Aube era de 347 persones. Hi havia 135 famílies de les quals 28 eren unipersonals (12 homes vivint sols i 16 dones vivint soles), 62 parelles sense fills i 45 parelles amb fills.
La població ha evolucionat segons el següent gràfic:
Habitants censats

### Habitatges
El 2007 hi havia 158 habitatges, 142 eren l'habitatge principal de la família, 8 eren segones residències i 7 estaven desocupats. 152 eren cases i 2 eren apartaments. Dels 142 habitatges principals, 123 estaven ocupats pels seus propietaris, 14 estaven llogats i ocupats pels llogaters i 5 estaven cedits a títol gratuït; 2 tenien una cambra, 6 en tenien dues, 30 en tenien tres, 56 en tenien quatre i 48 en tenien cinc o més. 53 habitatges disposaven pel capbaix d'una plaça de pàrquing. A 57 habitatges hi havia un automòbil i a 71 n'hi havia dos o més.

### Piràmide de població
La piràmide de població per edats i sexe el 2009 era:
| Homes | Edats   | Dones |
| ----- | ------- | ----- |
| 0     | 95 o +  | 0     |
| 4     | 90 a 94 | 0     |
| 0     | 85 a 89 | 0     |
| 0     | 80 a 84 | 0     |
| 4     | 75 a 79 | 4     |
| 20    | 70 a 74 | 8     |
| 8     | 65 a 69 | 28    |
| 8     | 60 a 64 | 8     |
| 8     | 55 a 59 | 0     |
| 12    | 50 a 54 | 4     |
| 12    | 45 a 49 | 24    |
| 20    | 40 a 44 | 12    |
| 12    | 35 a 39 | 8     |
| 8     | 30 a 34 | 8     |
| 4     | 25 a 29 | 8     |
| 8     | 20 a 24 | 4     |
| 8     | 15 a 19 | 4     |
| 4     | 10 a 14 | 12    |
| 12    | 5 a 9   | 4     |
| 8     | 0 a 4   | 12    |

## Economia
El 2007 la població en edat de treballar era de 213 persones, 165 eren actives i 48 eren inactives. De les 165 persones actives 149 estaven ocupades (83 homes i 66 dones) i 15 estaven aturades (7 homes i 8 dones). De les 48 persones inactives 8 estaven jubilades, 15 estaven estudiant i 25 estaven classificades com a «altres inactius».

### Ingressos
El 2009 a Nogent-sur-Aube hi havia 138 unitats fiscals que integraven 345 persones, la mediana anual d'ingressos fiscals per persona era de 18.155 €.

### Activitats econòmiques
Dels 18 establiments que hi havia el 2007, 1 era d'una empresa alimentària, 1 d'una empresa de fabricació d'altres productes industrials, 2 d'empreses de construcció, 5 d'empreses de comerç i reparació d'automòbils, 1 d'una empresa de transport, 3 d'empreses d'hostatgeria i restauració, 1 d'una empresa financera, 3 d'entitats de l'administració pública i 1 d'una empresa classificada com a «altres activitats de serveis».
Dels 7 establiments de servei als particulars que hi havia el 2009, 2 eren tallers de reparació d'automòbils i de material agrícola, 2 lampisteries, 1 perruqueria i 2 restaurants.
Dels 3 establiments comercials que hi havia el 2009, 1 era una botiga de menys de 120 m², 1 una botiga de material de revestiment de parets i terra i 1 una joieria.
L'any 2000 a Nogent-sur-Aube hi havia 12 explotacions agrícoles que ocupaven un total de 1.116 hectàrees.

## Equipaments sanitaris i escolars
L'únic equipament sanitari que hi havia el 2009 era una farmàcia.
El 2009 hi havia una escola maternal integrada dins d'un grup escolar amb les comunes properes formant una escola dispersa.

## Poblacions més properes
El següent diagrama mostra les poblacions més properes.